# Naim Süleymanoğlu
Naim Süleymanoğlu, született Naim Szulejmanov bolgárul: Наим Сюлейманов (Pticsar, Bulgária, 1967. január 23. – Isztambul, 2017. november 18.) háromszoros olimpiai bajnok bulgáriai születésű török súlyemelő.

## Pályafutása
Naim Süleymanoğlu a bolgár Pticsar faluban született török szülők gyermekeként. Alacsony, 147 centiméteres termete miatt a "Zsebherkules" becenevet kapta. Ő volt a harmadik súlyemelő - a sportág történetében heten voltak képesek erre - aki saját súlyának több mint háromszorosát is képes volt a feje fölé lökni, ezenkívül őt tartják nyilván minden idők legjobb eredményét elérő versenyzőnek, aki a saját testtömegéhez képest a legtöbb súlyt tudta felemelni. Süleymanoğlu 1984-ben, 16 évesen érte el első világrekordját, de a szocialista országok bojkottja miatt nem szerepelhetett a Los Angeles-i olimpián.
Nem sokkal később a bolgár kommunista rezsim bolgár nevek elfogadására kényszerítette a török kisebbséget, így Süleymanoğlu Naim Szulejmanov néven érte el nemzetközi sikereit és nyert három világbajnoki aranyérmet, egészen 1986-ig, amikor török állampolgárságért folyamodott és kapott is. Az 1988-as szöuli olimpián a 60 kilogrammosok versenyében ő vehette át az aranyérmet.  A következő évben újra első lett az athéni világbajnokságon, majd 22 évesen bejelentette a visszavonulását. 1992-ben újra versenyezni kezdett és a barcelonai olimpián megvédte olimpiai bajnoki címét. Négy évvel később, az atlantai olimpián a görög Valériosz Leonídisz ellen vívott kiélezett csatát, Süleymanoğlu a 187,5 kg felemelésével tudta csak sorozatban harmadik olimpiai bajnoki címét is megszerezni. A görög súlyemelő nem tudta feje felé emelni a 190 kilogrammot, majd könnyekre fakadt, de Süleymanoğlu vigasztalta, míg Ken Jones úgy vélekedett, hogy "Ön éppen tanúja volt a történelem legnagyobb súlyemelő versenyének".
Süleymanoğlu  négy évvel később elindult a sydneyi olimpián, de a 145 kilogrammot már nem tudta felemelni, és nem tudta sorozatban negyedszer is - olimpiai rekordot érően - megvédeni bajnoki címét. 2001-ben elnyerte az olimpiai rendet. 2000-ben és 2004-ben a Nemzetközi Súlyemelő-szövetség a Hírességek Csarnokába választotta.

## Politikai karrierje, halála
Az 1999. évi általános választásokon független jelöltként a Török Nagy Nemzetgyűlésbe Bursa tartományt képviselve jutott be, míg 2002-ben a Nemzeti Mozgalom Pártja színeiben indult a polgármesteri posztért Isztambul tartomány Büyükçekmece kerületében. A 2006-os választásokon ugyanazt a pártot képviselte, de mindkét kísérlete sikertelen volt.
Süleymanoğlu 2017. szeptember 18-án májzsugorodás miatt került kórházba, ahol október 6-án májátültetésen esett át. November 11-én állapota tovább romlott miután agyvérzést kapott. November 18-án hunyt el, 50 évesen.

## Sikerei, díjai
- Olimpiai játékok
  - aranyérmes (3): 1988, Szöul, 1992, Barcelona (60 kg), 1996, Atlanta (64 kg)
- Világbajnokság
  - aranyérmes (7): 1985, 1986, 1989, 1991 (60 kg), 1993, 1994, 1995 (64 kg)
  - ezüstérmes: 1983 (56 kg)
- Európa-bajnokság
  - aranyérmes (3): 1994, 1995, 2000 (64 kg)